# Grand Prix d'Ouverture La Marseillaise 1988
Il Grand Prix d'Ouverture La Marseillaise 1988, conosciuto anche come Grand Prix de Bessèges, nona edizione della corsa, si svolse il 9 febbraio 1988 su un percorso di 133 km, con partenza e arrivo ad Aubagne, in Francia. La vittoria fu appannaggio dell'olandese Ad Wijnands, che completò il percorso in 3h18'43", alla media di 40,158 km/h, precedendo i connazionali Teun van Vliet e Adrie van der Poel.

## Ordine d'arrivo (Top 10)
| Pos. | Corridore            | Squadra     | Tempo    |
| ---- | -------------------- | ----------- | -------- |
| 1    | Ad Wijnands          | Superconfex | 3h18'43" |
| 2    | Teun van Vliet       | Panasonic   | s.t.     |
| 3    | Adrie van der Poel   | PDM         | s.t.     |
| 4    | Ludo Peeters         | Superconfex | s.t.     |
| 5    | Jan Nevens           | Sigma       | s.t.     |
| 6    | Jean-Claude Colotti  | R.M.O.      | s.t.     |
| 7    | Michael Wilson       | Weinmann    | s.t.     |
| 8    | Hennie Kuiper        | Sigma       | s.t.     |
| 9    | Éric Caritoux        | KAS         | s.t.     |
| 10   | Jean-Claude Leclercq | Weinmann    | s.t.     |